# Championnat de Bosnie-Herzégovine de football 2018-2019
Navigation
Édition précédente Édition suivante
La saison 2018-2019 est la 27e édition du championnat de Bosnie-Herzégovine de football.
Le championnat oppose les douze meilleurs clubs de Bosnie-Herzégovine en une série de trente-trois rencontres, où chaque équipe se rencontre trois fois. Le premier est sacré champion, tandis que les deux derniers de la poule de relégation sont relégués en deuxième division.
Trois places qualificatives pour les compétitions européennes seront attribuées par le biais du championnat (1 place au premier tour de qualification en Ligue des champions 2019-2020 et 2 au premier tour de qualification en Ligue Europa). Une autre place au premier tour de qualification de la Ligue Europa est garantie au vainqueur de la Coupe de Bosnie-Herzégovine.

## Compétition

### Classement
Le classement est établi sur le barème de points classique (victoire à 3 points, match nul à 1, défaite à 0).
| Rang | Équipe               | Pts | J  | G  | N  | P  | Bp | Bc | Diff |
| ---- | -------------------- | --- | -- | -- | -- | -- | -- | -- | ---- |
| 1    | FK Sarajevo C        | 70  | 33 | 21 | 7  | 5  | 68 | 20 | +48  |
| 2    | Zrinjski Mostar T    | 65  | 33 | 19 | 8  | 6  | 46 | 22 | +24  |
| 3    | Široki Brijeg        | 54  | 33 | 13 | 15 | 5  | 37 | 23 | +14  |
| 4    | Željezničar Sarajevo | 50  | 33 | 14 | 8  | 11 | 43 | 32 | +11  |
| 5    | Radnik Bijeljina     | 44  | 33 | 10 | 14 | 9  | 29 | 26 | +3   |
| 6    | Mladost Doboj Kakanj | 43  | 33 | 12 | 7  | 14 | 36 | 45 | -9   |
| 7    | Čelik Zenica         | 43  | 33 | 11 | 10 | 12 | 30 | 49 | -19  |
| 8    | Sloboda Tuzla        | 38  | 33 | 10 | 8  | 15 | 22 | 31 | -9   |
| 9    | FK Zvijezda 09P      | 38  | 33 | 9  | 11 | 13 | 33 | 45 | -12  |
| 10   | FK Tuzla City P      | 36  | 33 | 9  | 9  | 15 | 32 | 44 | -12  |
| 11   | FK Krupa             | 33  | 33 | 8  | 9  | 16 | 40 | 48 | -8   |
| 12   | GOŠK Gabela          | 23  | 33 | 5  | 8  | 20 | 23 | 54 | -31  |

Qualifications européennes
Ligue des champions 2019-2020
- 1er : 1er tour de qualification

Ligue Europa 2019-2020
- 2e, 3e et 4e : 1er tour de qualification

Relégation
- 11e et 12e : relégation en Prva Liga

Abréviations
- T : Tenant du titre
- C : Vainqueur de la Coupe de Bosnie-Herzégovine 2018-2019
- P : Promus de Prva Liga 2017-2018

Le FK Željezničar Sarajevo, 4e, n'obtient pas de licence européenne et ne peut donc pas se qualifier pour une compétition de l'UEFA.

## Tableau d'honneur
| Championnat de Bosnie-Herzégovine de football 2018-2019                        |                        |
| Champion                                                                       | FK Sarajevo (4e titre) |
| Dauphin                                                                        | HSK Zrinjski Mostar    |
| Coupes et trophées                                                             |                        |
| Vainqueur de la Coupe de Bosnie-Herzégovine 2018-2019                          | FK Sarajevo            |
| Qualifications continentales                                                   |                        |
| Ligue des champions 2019-2020                                                  | FK Sarajevo            |
| Ligue Europa 2019-2020                                                         | HSK Zrinjski Mostar    |
| Ligue Europa 2019-2020                                                         | Siroki Brijeg          |
| Ligue Europa 2019-2020                                                         | FK Radnik Bijeljina    |
| Promotions et relégations                                                      |                        |
| Promus en Championnat de Bosnie-Herzégovine de football                        | FK Velež Mostar        |
| Promus en Championnat de Bosnie-Herzégovine de football                        | FK Borac Banja Luka    |
| Relégués en Championnat de Bosnie-Herzégovine de football de deuxième division | FK Krupa               |
| Relégués en Championnat de Bosnie-Herzégovine de football de deuxième division | NK GOŠK Gabela         |